# Hibana futilis
Hibana futilis är en spindelart som först beskrevs av Banks 1898.  Hibana futilis ingår i släktet Hibana och familjen spökspindlar. Inga underarter finns listade i Catalogue of Life.